# SN 2004dt
SN 2004dt – supernowa typu Ia odkryta 22 sierpnia 2004 roku w galaktyce NGC 799. Jej maksymalna jasność wynosiła 15,33m.